# Crepis bifurcata
Crepis bifurcata là một loài thực vật có hoa trong họ Cúc. Loài này được (Babc. & Stebbins) Hand.-Mazz. mô tả khoa học đầu tiên năm 1939.